# Wil Lofy
Wil Lofy (* 31. Januar 1937 in Esch an der Alzette, Luxemburg; † 28. Juni 2021) war ein luxemburgischer Bildhauer und Maler.
Ab 1959 studierte er in Florenz, Sesto Fiorentino und an der Akademie der Schönen Künste in Paris. Zu seinen bekanntesten Werken gehören der Hämmelsmarsch-Brunnen in Luxemburg (Stadt), die Butterfrau von Ettelbrück, „Blannen Theis“ (Spitzname des Spielmanns Mathias Schou, 1747–1824) in Grevenmacher, Bacchus in Remich, die Maus Ketti in Bürmeringen und Bad Mondorf sowie das Denkmal zur Erinnerung an Josy Barthel und Nicolas Frantz in Mamer.
Lofy lebte lange Zeit in Chile. Aus gesundheitlichen Gründen kehrte er im Alter nach Luxemburg zurück.
Wil Lofy starb 2021 im Alter von 84 Jahren.